# Вайгль, Йозеф
Йозеф Вайгль (нем. Joseph Weigl; 28 марта 1766[…], Айзенштадт — 3 февраля 1846[…], Вена) — австрийский композитор и дирижёр. Сын Йозефа Франца Вайгля, крёстный сын Йозефа Гайдна.

## Биография
Йозеф Вайгль родился в семье известного виолончелиста Йозефа Франца Вайгля, однако с ранних лет виолончели предпочитал клавесин. В 1770 году родители переселились в Вену; здесь в 9 лет Йозеф был отдан на обучение хормейстеру Себастьяну Витцигу, под чьим руководством он осваивал пение, игру на клавесине и генерал-бас; продолжил своё образование у И. Г. Альбрехтсбергера. Увлёкшись кукольным театром, Вайгль в 1782 году написал для него оперетту «Бесполезная осторожность, или Обманутое коварство»; первый опыт 16-летнего композитора нашёл одобрение у Антонио Сальери и К. В. Глюка; при их содействии оперетта была поставлена 23 февраля 1783 года и имела успех; император Иосиф вознаградил композитора 75 дукатами.
Между тем Йозеф Франц Вайгль не хотел, чтобы его сын стал профессиональным музыкантом, по его настоянию Йозеф изучал медицину, к которой не чувствовал призвания, и только вмешательство Сальери, взявшего Йозефа к себе на бесплатное обучение, примирило Вайгля-отца с выбором сына. «Он спас меня, — напишет позже Й. Вайгль о Сальери, — я обязан ему всем, чем я стал». С середины 80-х годов Вайгль был ассистентом Сальери в венской Придворной опере.
В 1790 году, после ухода Сальери с поста капельмейстера Придворной оперы, при императоре Леопольде II, Вайгль стал капельмейстером, при этом имел право только дирижировать, но не писать оперы для Придворного театра; запрет был снят в 1792 году императором Францем I. Дирижировал операми Моцарта, Сальери, Паизиелло и многих других композиторов.
В 1827 году Вайгль по его просьбе был освобождён от обязанностей руководителя Придворной оперы и в том же году получил пост заместителя придворного капельмейстера (вице-капельмейстера); на этом посту Йозеф Вайгль был занят исключительно церковной музыкой.
В 1912 году именем Вайгля был назван переулок в Вене (Weiglgasse).

## Творчество
Йозефу Вайглю принадлежит более 30 опер, среди них выделяются в первую очередь две: «Любовь моряка» (итал. L'Amor marinaro, нем. Der Korsar, oder Die Liebe unter den Seeleuten; 1797), поставленная по всей Европе и известная до сих пор благодаря вариации на тему из неё в одной из сонат Паганини, и «Швейцарское семейство» (нем. «Die Schweizer Familie», 1809), бывшее, как считается, самой популярной немецкой (написанной на немецкое либретто И. Ф. Кастелли) оперой между «Волшебной флейтой» Моцарта (1791) и «Вольным стрелком» Вебера (1821). Вайглю принадлежит также опера на русский сюжет — «Молодость Петра Великого» (нем. Die Jugendjahre Peter des Großen, 1814). Другие оперы Вайгля: «Принцесса Амальфи» (итал. La Principessa d'Amalfi, 1794), «Мундир» (нем. Die Uniform, 1805), «Сиротский приют» (нем. Das Waisenhaus, 1808), «Горный обвал» (нем. Der Bergsturz, 1812), «Соловей и ворон» (нем. Nachtigall und Rabe, 1818, по Лафонтену) и др.
Вайгль является автором 18 балетов, концерта для чембало и множества небольших инструментальных пьес. В жанре духовной музыки Вайглем написаны 11 месс, оратории «Страсти Иисуса Христа» (итал. La passione di Gesù Cristo, 1804) и «Воскресение Иисуса Христа» (итал. La resurrezione di Gesù Cristo, 1804), оффертории и др.